# Онгийн-хийд
Онгийн-хийд (монг. Онгийн хийд) — буддийский монастырь в Монголии, в сомоне Сайхан-Овоо аймака Дундговь. В настоящее время находится в руинах. Единственный действующий храм монастыря был восстановлен в 2004 году.

## История
Монастырь располагается на склоне горы Сайхан-Овоо на берегу реки Онгийн-Гол, в 18 км к югу от сомонного центра. Тибетское название монастыря — Гунджамбаалин. Строился в период с 1760 по 1810 год под руководством хутухты Ишлхундэва и его ученика Брагри-ламы Дамцагдоржа. В этот период в монастыре проживало свыше тысячи лам и хувараков, в нём было 28 храмов. В 15 км по берегу Онгийн-Гола находился ещё один монастырь, Хошуу-Хурлын-хийд, к западу располагался Хутагт-Ламын-хийд, а к востоку монастырь хамбо-ламы Дамцагдоржа; эти три монастыря стали известны как «три онгинских монастыря». В Онгийн-хийде было 4 учебных дацана, где преподавали религиозную философию, буддийскую тантру и тибетскую медицину, а также велось обучение математике. В 1809—1817 годах в монастыре под руководством его основателя, ламы Ишлхундэва, обучался знаменитый буддийский наставник, монгольский поэт и драматург Равджа, и впоследствии проводил там затворничества.
Последний настоятель Онгийн-хийда, хамбо-лама Лувсандорж, был арестован в 1937 году в ходе антирелигиозных репрессий, а сам монастырь был полностью разрушен в 1939 году. Около 200 остававшихся при нём монахов было убито, а остальные были арестованы, насильственно выведены из монашеского сана и призваны в армию.

## Современное состояние
В 1990 году было принято решение о восстановлении монастыря. В 2001 году на его месте была открыта юрта-музей, в котором хранится собрание сочинений (сумбум) Дамцагдоржа из 21 тома, его костяная чаша-капала, а также использовавшиеся в монастыре в старину ритуальные принадлежности, остатки украшений старых храмов и т. п. В 2004 году был освящён первый восстановленный храм Рядом с монастырём находятся две турбазы, «Цагаан-Овоо» и «Онгийн-Нууц». На скале к юго-западу от Онгийн-хийда находится изваяние Нагараджи. Кроме этого, неподалёку находится двухметровая статуя Будды, созданная на средства местных жителей, надеющихся, что её возведение поможет прекратить её обмеление..

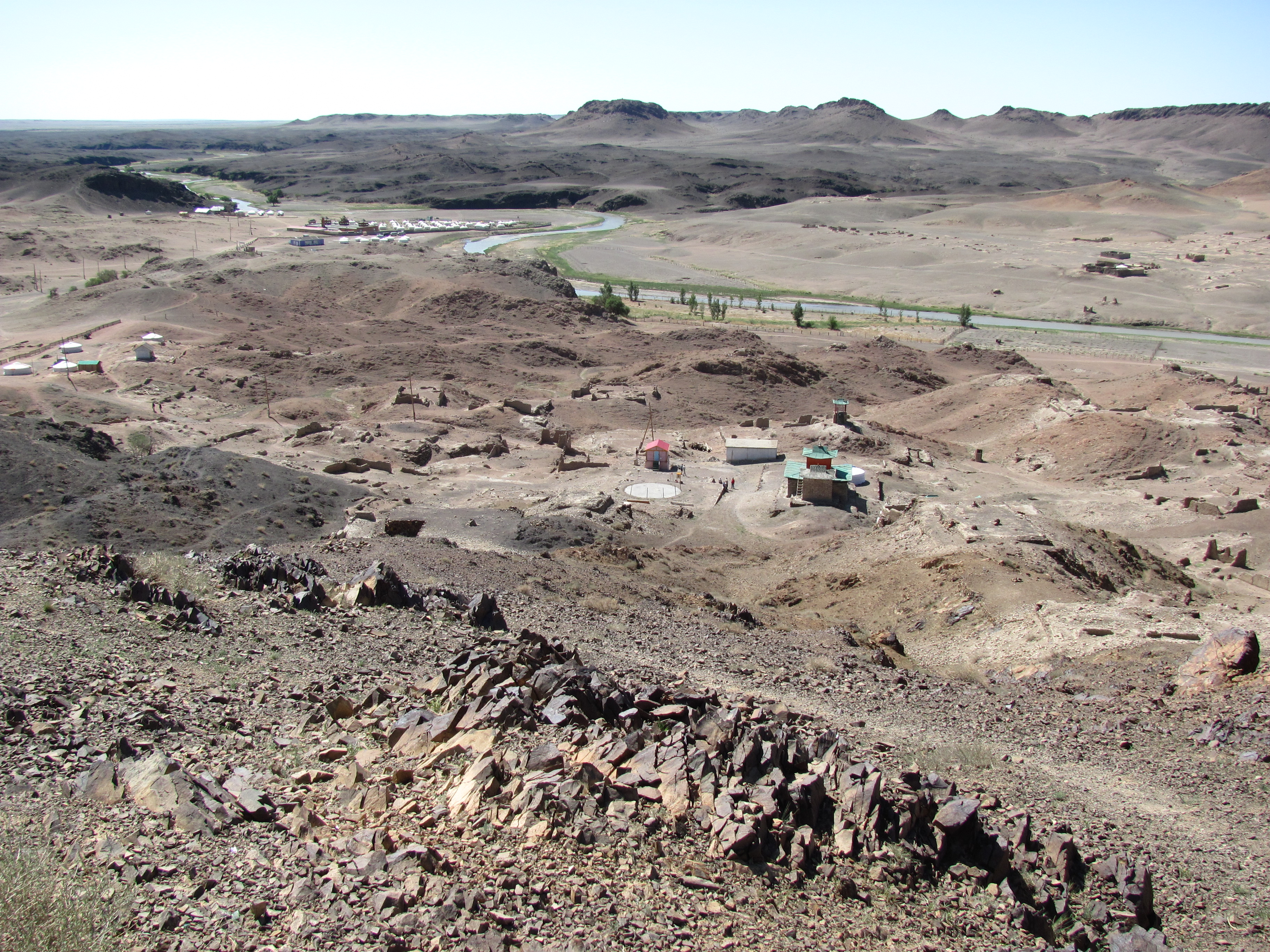
Развалины монастыря на Онгийн-Голе